# Macropodus opercularis
Macropodus opercularis е вид лъчеперка от семейство Osphronemidae.

## Разпространение
Видът е разпространен във Виетнам, Китай, Лаос, Малайзия, Провинции в КНР, Русия, Тайван и Хонконг. Внесен е в Южна Корея и Япония.